# Out of Time (canción)
«Out of Time» es una canción de la banda de rock británica Blur, de su séptimo álbum de estudio, Think Tank (2003). La canción fue escrita y producida por Damon Albarn, Alex James y Dave Rowntree, miembros de la banda, con Ben Hillier también como productor. Tras su estreno en BBC Radio 1 el 3 de marzo, fue lanzada como sencillo principal del álbum el 14 de abril de 2003 por Parlophone. La canción se convirtió en el primer lanzamiento de la banda sin el guitarrista Graham Coxon. Es una balada pop con guitarras acústicas y bajo, además de una orquesta marroquí. Líricamente, trata sobre una civilización que ha perdido contacto, y la partida de Coxon se menciona en la letra. 
«Out of Time» recibió reseñas positivas de la crítica musical, algunas de las cuales destacaron la interpretación vocal de Albarn. Comercialmente, la canción fue un éxito en el Reino Unido, donde alcanzó el número cinco, además de cosechar éxitos en otros países europeos, situándose entre los 10 primeros en Escocia y entre los 20 primeros en Irlanda y Suecia. El videoclip que la acompaña, dirigido por John Hardwick, no incluye a los miembros de la banda, ya que está compuesto por imágenes de un documental de la BBC de 2002 titulado Warship, que explora la vida de quienes sirven en un buque de guerra. El video se centra en una joven técnica de mantenimiento de aeronaves. La canción se interpretó en directo en varios conciertos de Blur, incluyendo una serie de dos conciertos en el Hyde Park de Londres en 2009, así como en el concierto inmediatamente después de la ceremonia de clausura de los Juegos Olímpicos de Verano de 2012 en la misma ciudad.

## Trasfondo

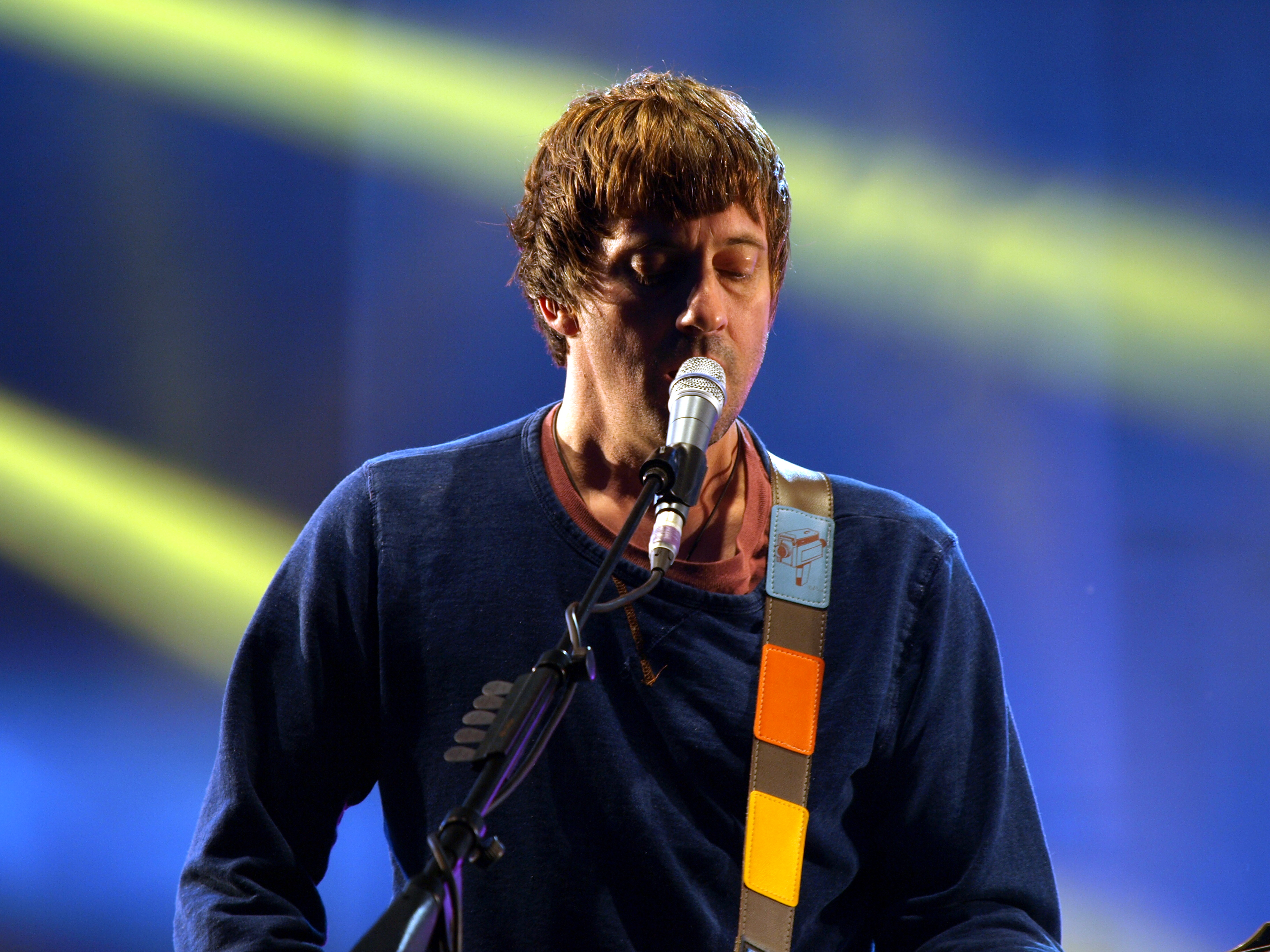
Graham Coxon dejó la banda durante las sesiones de grabación para Think Tank en 2002.

Las sesiones de grabación del séptimo álbum de estudio de Blur comenzaron en noviembre de 2001 en Londres con la ausencia del guitarrista Graham Coxon, quien había estado luchando contra el alcoholismo y la depresión, por lo que no pudo asistir a las sesiones iniciales. Coxon pasó un tiempo, lo que él describió como «tardes incómodas», contribuyendo en algunas pistas del álbum, pero dejó la banda en 2002 después de sufrir un «colapso mental» durante esas sesiones. Coxon explicó que «no hubo confrontamientos» y «[Blur] simplemente reconoció la sensación de que necesitábamos un tiempo separados». Los miembros restantes de Blur decidieron seguir grabando, viajando a Marruecos para continuar grabando el álbum, con la intención de «escapar del gueto en el que estemos y liberarnos yendo a algún lugar nuevo y emocionante».  La banda se instaló en Marrakech, donde construyeron juntos un estudio, lo que «acercó a todos».
Mientras estaba en Marakech, la banda trabajó con Groupe Regional du Marrakech, quien proporcionó los arreglos orquestales de «Out of Time». Según Ben Hillier, quien produjo la canción, el trabajo de la orquesta fue «asombroso»; explicando que «mientras configuraba los micrófonos, empezaron a tocar. Todos los acordes sonaban fantásticos. Y miré hacia el final de la sesión, ¡y ninguno de ellos tenía los auriculares puestos! ni idea. Deben haberlo oído a través de la puerta». En febrero de 2003, se reveló que el álbum se titularía Think Tank y el primer sencillo «Out of Time» se estrenaría el 3 de marzo, en BBC Radio 1, seguido de un lanzamiento comercial el 14 de abril de 2003, por Parlophone.

## Composición y letras
«Out of Time» fue escrita y producida por los miembros de la banda Damon Albarn, Alex James y Dave Rowntree, con Hillier también como productor. Musicalmente, «Out of Time» se ha descrito como una balada pop, compuesta por guitarras acústicas y bajo, así como una orquesta marroquí. Comienza con un distante «aaaarrgh» en los primeros segundos, y también presenta la voz sin adulterar de Albarn y una «batería constante y simplista», así como ruidos «etéreos, difíciles de identificar». En medio de la pista, un grupo de cuerdas andaluzas, así como una pandereta, están presentes.
Líricamente, trata de una civilización que ha perdido contacto, con Albarn cantando, «you've been so busy lately, that you haven't had the time, to open up your mind and watch the world spinning, gently out of time». Esta letra también estaba relacionada con la salida de Coxon. Según Michael Nelson de Stereogum, «Out of Time» muestra a Albarn «complaciéndose un poco en sus exploraciones de la música mundial a través de Honest Jon's», con estos elementos combinándose con la línea de bajo de Alex James, la percusión «relajada» de Dave Rowntree y las «voces perezosas» de Albarn.

## Recepción crítica

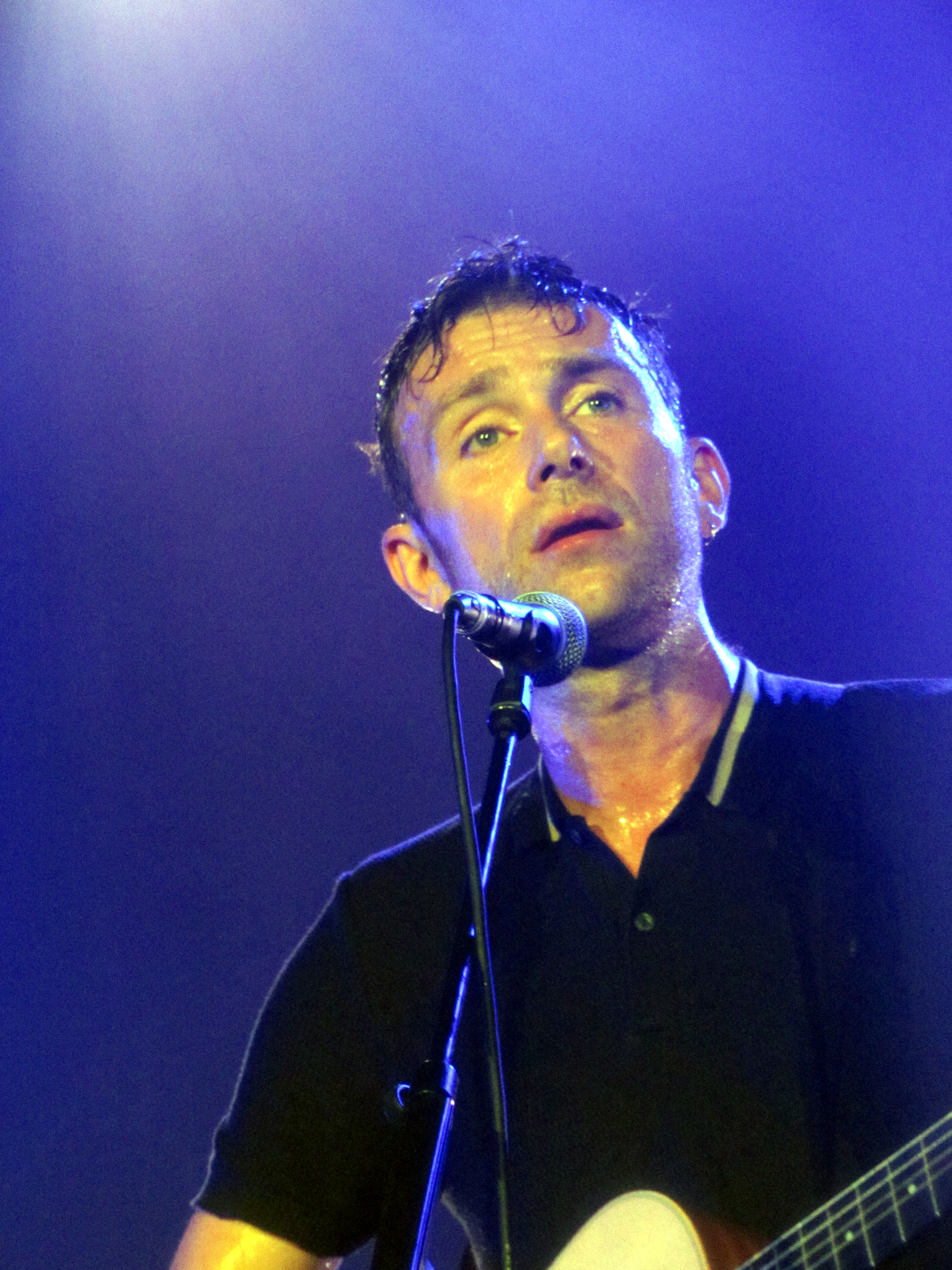
Algunos críticos se centraron en la interpretación vocal de Damon Albarn.

«Out of Time» fue bien recibida por los críticos musicales. Alex Needham de NME lo calificó como «su sencillo más conmovedor de todos los tiempos», mientras que Paul Moody de la misma revista elogió la canción, quien afirmó que Albarn «canta con una voz tan pura, clara y acogedora que quieres darte una ducha», y que «de repente “Songbird” no suena tan inteligente después de todo». Sal Cinquemani de Slant Magazine dijo que era «encantador», mientras que Barry Walters de Rolling Stone lo llamó un sencillo «maravillosamente triste». Kitty Empire de The Observer lo calificó, tanto a «Out of Time» como a «Ambulance», como un excelente ejemplo de la emancipación de Blur, al estar «saturado de nuevos sonidos pero fiel a la melodía». También la consideró «una gran balada, íntima y con sonido en vivo, en la tradición de las grandes baladas de Albarn como “Tender” o “To the End”». Según Dan Tallis de BBC Music, es «una canción pop perfecta y la banda lucha por mejorarla». Continuó diciendo que «sólo tienes que escuchar “Out Of Time” un par de veces para que se incruste en tu cerebro; la voz soñadora y el suave ritmo de los tambores africanos relajan y calman tu mente». Andy Greenwald de Spin afirmó que el sencillo fue «el punto culminante del álbum», y la describió  como «empapada de fracasos» e «increíblemente encantadora».
Devon Powers de PopMatters describió la pista como «una balada mucho más directa y rápida». Rob Brunner de Entertainment Weekly comentó que las «sinceras voces» de Albarn compensan las letras «cursis», mientras que Jeff Elbel de Paste dijo que la pista era el mejor momento de la banda. Andrew Future de Drowned in Sound comentó que la canción «se contenta con desmayarse alrededor de las olas de su propia belleza anhelante, pero solo revela su valor total después de repetidas visitas». Del mismo modo, Jeres de Playlouder señaló que «es el mejor sencillo de Blur en mucho tiempo, pero requiere más de unas pocas escuchas». Brent DiCrescenzo de Pitchfork la calificó como «majestuosa y serpenteante», pero señaló que «se basa menos en el lúgubre solo atracado en Gibraltar que en el vasto entorno cuatridimensional que lo rodea». Alexis Petridis de The Guardian la consideró «triste y cansada del mundo». Stephen Thomas Erlewine de AllMusic la calificó como una «elegía silenciosa y melancólica en la misma línea que “To the End” y “Tender”, aunque no tan buena como ninguna de las dos».

### Reconocimientos
Jazz Monroe de NME colocó a «Out of Time» en el número dos de su lista de los mayores éxitos de Blur, diciendo que «empuja mágicamente la resignación romántica de Damon a una historia delicada y geográficamente desplazada de hastío moderno, derritiendo todos los corazones excepto los más pedregosos». Nelson también lo incluyó en su lista de sus diez mejores canciones, en el número seis, comentando que era «fácilmente el sencillo de Blur más cálido, y quizás la canción más cálida de su catálogo, punto». Mientras enumeraba las 20 mejores canciones de la banda, The Daily Telegraph la colocó en el número nueve describiéndola como una «hermosa meditación sobre la soledad y la futilidad siempre giratoria de la vida». Sean Adams de Drowned in Sound incluyó «Out of Time» en su lista de pistas favoritas de Blur, y señaló cómo la «humanidad» de Albarn en su voz «eleva esta canción suave y aparentemente desoladora a algo devastador y lleno de maravillas». En octubre de 2011, Rebecca Schiller de NME lo colocó en el número 73 en su lista de las «150 mejores pistas de los últimos 15 años», mientras que la revista lo colocó en el número ocho de su lista de «100 grandes temas de la década». Emily Barker de la misma publicación la clasificó más tarde como la 499.ª mejor canción de la historia.

## Desempeño comercial
En el Reino Unido, «Out of Time» debutó en el puesto número cinco en la UK Singles Chart durante la semana del 20 de abril de 2003, convirtiéndose en el tercer mejor debut en la semana después de «American Life» de Madonna y «Come Undone» de Robbie Williams. Permaneció dentro del gráfico durante un total de once semanas. En abril de 2015, Official Charts Company reveló que «Out of Time» era la decimocuarta canción más descargada de la banda del país. La canción también recibió una buena acogida en Escocia, en la que alcanzó el número siete de la lista. Mientras tanto, en otros países europeos recibió un éxito moderado, al colocarse entre los 20 primeros en Irlanda y Suecia. En Alemania se colocó en la posición 75, y en Suiza, en la 97.

## Video musical
El video musical que acompaña a «Out of Time» fue dirigido por John Hardwick, editado por Quin Williams y producido por Mike Wells a través de la productora con sede en Londres Helen Langridge Associates (HLA). El mismo no presenta a los miembros de la banda de ninguna manera, y consiste en su totalidad en imágenes de un documental de la BBC de 2002 titulado Warship, que explora las vidas de hombres y mujeres que sirven en un barco de guerra. Albarn lo describió como «la antítesis de la imagen “Top Gun” de la maquinaria militar estadounidense». Se estrenó en línea el 7 de abril de 2003. El vídeo se centra en una mujer que está separada de su pareja —un infante de marina que sirve en otro barco— y su hijo pequeño que permanece en su casa en Estados Unidos.
El video musical le valió a Hardwick el premio Wood Pencil por la dirección de videos musicales, así como a Williams el premio Graphite Pencil por la edición de videos musicales en los D&AD Awards en 2004.

## Presentaciones en vivo
Con el fin de promover el sencillo y Think Tank, Blur interpretó la canción en varias ocasiones. Se presentó en programas de televisión como CD: UK, Top of the Pops, y Friday Night with Jonathan Ross. La canción también se presentó durante una serie de espectáculos en London Astoria en mayo de 2003, Según Nick Cowen de The Daily Telegraph, la actuación fue «un momento particularmente dulce» del programa. La banda interpretó la canción durante un espectáculo en el Hyde Park de Londres el 3 de julio de 2009, que a su vez fue el último. También se presentó en el concierto de Blur justo después de la ceremonia de clausura de los Juegos Olímpicos de verano de 2012 el 13 de agosto de 2012 en Londres. «Out of Time» se agregó a la lista de canciones de la gira en apoyo de su octavo álbum de estudio The Magic Whip en 2015.

## Lista de canciones
| 7" (Reino Unido) |                                        |          |  |
| N.º              | Título                                 | Duración |  |
| 1.               | «Out of Time»                          | 3:53     |  |
| 2.               | «Money Makes Me Crazy» (Marrakech Mix) | 2:51     |  |

| DVD (Reino Unido y Europa) |                                        |          |  |
| N.º                        | Título                                 | Duración |  |
| 1.                         | «Out of Time» (video)                  | 3:53     |  |
| 2.                         | «Money Makes Me Crazy» (Marrakech Mix) | 2:51     |  |
| 3.                         | «Tune 2»                               | 3:47     |  |
| 4.                         | «Out of Time» (Director's Commentary)  | 1:48     |  |

| EP (Japón) |                                        |          |  |
| N.º        | Título                                 | Duración |  |
| 1.         | «Out of Time»                          | 3:53     |  |
| 2.         | «Money Makes Me Crazy» (Marrakech Mix) | 2:51     |  |
| 3.         | «Tune 2»                               | 3:47     |  |
| 4.         | «Don't Be»                             | 2:41     |  |
| 5.         | «The Outsider»                         | 5:13     |  |
| 6.         | «Out of Time» (video)                  | 3:55     |  |
| 7.         | «Crazy Beat» (video)                   | 3:16     |  |

## Créditos y personal
Los créditos y el personal están adaptados de las notas del revestimiento del álbum Think Tank.
- Damon Albarn – voz, escritor, guitarras, programación
- Alex James – escritor, bajo, coros
- Dave Rowntree – escritor, batería
- Ben Hillier – productor, teclados, samples

Orquesta
Group Regional du Marrakech
- Desyud Mustafa – arreglo orquestal
- Mohamed Azeddine (MD) – laúd árabe
- M. Rabet Mohamid Rachid – violín
- Bezzari Ahmed – rebab
- Gueddam Jamal – violín, violonchelo
- Hijaoui Rachid – violín
- Moullaoud My Ali – laúd árabe
- Kassimi Jamal, Youssef – laúd árabe
- El Farani Mustapha – tere
- Abdellah Kekhari – violín
- Dalal Mohamed Najib – derbake
- Ait Ramdam El Mostafa – kanoun

## Posicionamiento en las listas
| Lista (2003)                           | Posición más alta |
| -------------------------------------- | ----------------- |
| Australia (ARIA)                       | 113               |
| Europa (Eurochart Hot 100)             | 19                |
| Alemania (Offizielle Deutsche Charts)  | 75                |
| Irlanda (IRMA)                         | 17                |
| Italia (FIMI)                          | 25                |
| Escocia (Scottish Singles Sales Chart) | 7                 |
| Suecia (Sverigetopplistan)             | 19                |
| Suiza (Schweizer Hitparade)            | 97                |
| Reino Unido (UK Singles Chart)         | 5                 |

| Lista (2003)     | Posición más alta |
| ---------------- | ----------------- |
| UK Singles (OCC) | 163               |